# Fântânile din Ruhans
Fântânile din Ruhans (Fontaines de Ruhans în franceză) sunt trei fântâni situate în Ruhans, în Haute-Saône, Burgundia-Franche-Comté în Franța.

## Descriere
Fântâna din centrul satului este formată din două chiuvete și un jgheab cu un teanc cu jet în centru. Acesta este situat la parterul unei case deținute de municipalitate, chiar lângă primărie.

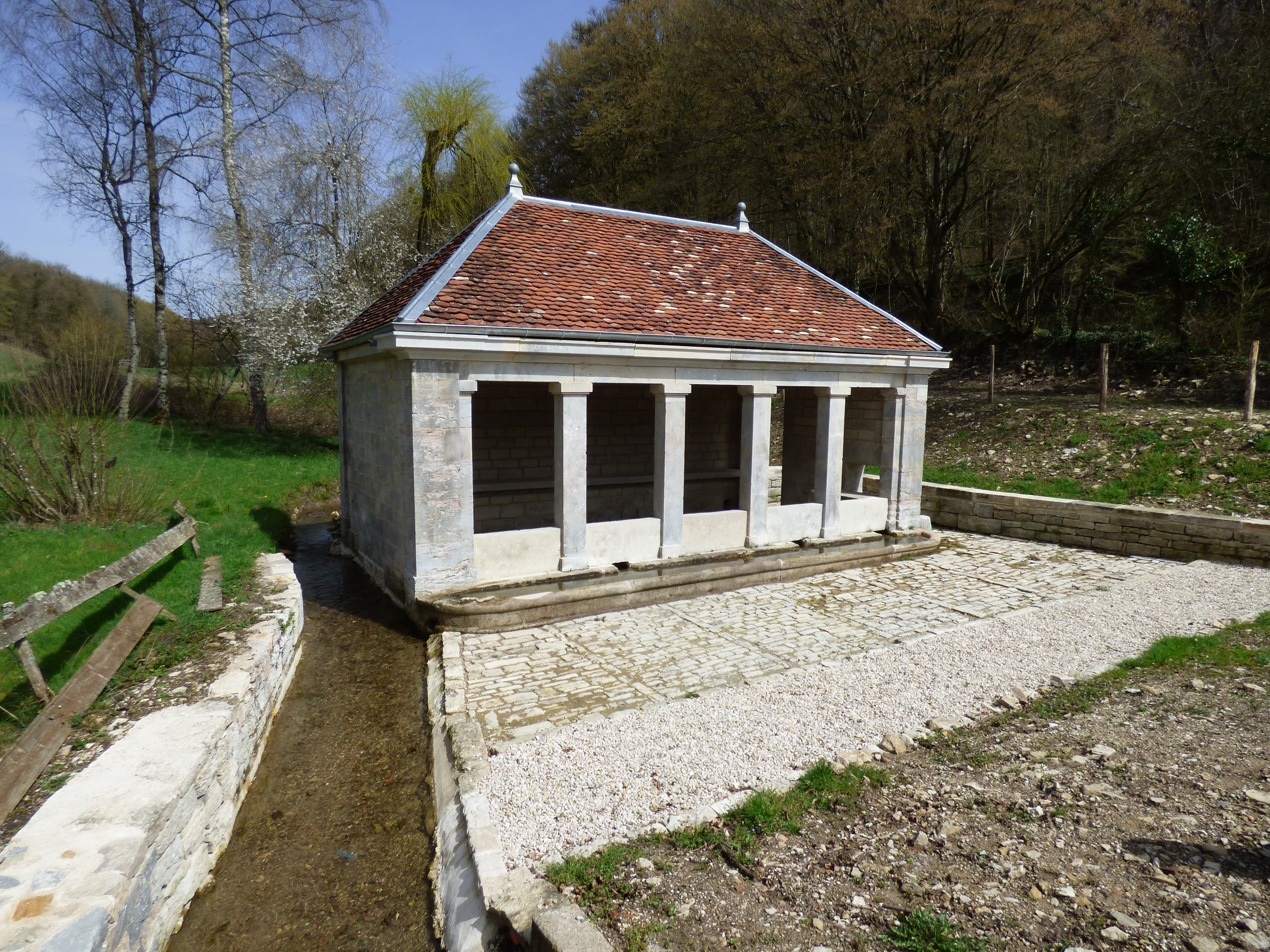
Fântâna din cătunul Millaudon.

Fântâna din cătunul Millaudon este alimentată de pârâul La Quenoche. Acoperit cu gresie, găzduiește o spălătorie, iar fațada sa sudică este deschisă de patru stâlpi. Un abur de piatră extern primește excesul de apă.
Compusă dintr-o spălătorie acoperită și un jgheab de piatră, fântâna La Villedieu-Les-Quenoche are o fațadă deschisă și de două coloane din fontă.

## Locație
Setul este situat în orașul Ruhans, în departamentul francez Haute-Saône. Fântâna din centru este situată chiar lângă primăria din Ruhans. Fântâna Millaudon este situată în cătunul cu același nume, pe locul unde pârâul La Quenoche intersectează drumul departamental. Fântâna La Villedieu-Les-Quenoche se află la intrarea în cătunul cu același nume.

## Istorie

### Fântâna din Ruhans
Neavând la dispoziție fântâni, locuitorii din Ruhans au suferit mult timp de accesul dificil la apă. În 1831 arhitectul Ridoux a construit cisterne pentru colectarea apei de ploaie, cisterne pe care arhitecții Lebeuffe și Renahy le-au ridicat pentru a facilita desenul în 1843. Clădirea așa cum o știm a fost construită doar 1864 de către arhitectul Servas, furnizat de o sursă nu departe de acolo, pe teritoriul Quenoche.

### Fântâna din Millaudon
Mai multe proiecte de fântână s-au succedat, dar nu au fost niciodată puse în aplicare. Conform raportului arhitecților Lebeuffe și Renahy, în locul actual al spălătoriei exista doar un mic iaz. Aceasta a fost construită în 1844 cu piatră liberă de la Magnoray sau La Malachère.

### Fântâna din La Villedieu-Les-Quenoche
Spălătoria acoperită, de plan dreptunghiular de Renahy, a fost înlocuită în 1858 bazine circulare construite cu 25 de ani mai devreme. A fost construit cu piatră liberă din Andelarrot și La Malachère, în timp ce jgheabul a fost construit cu pietre de nisip din Granges-le-Bourg sau Châtillon-sur-Saône.

## Galerie foto

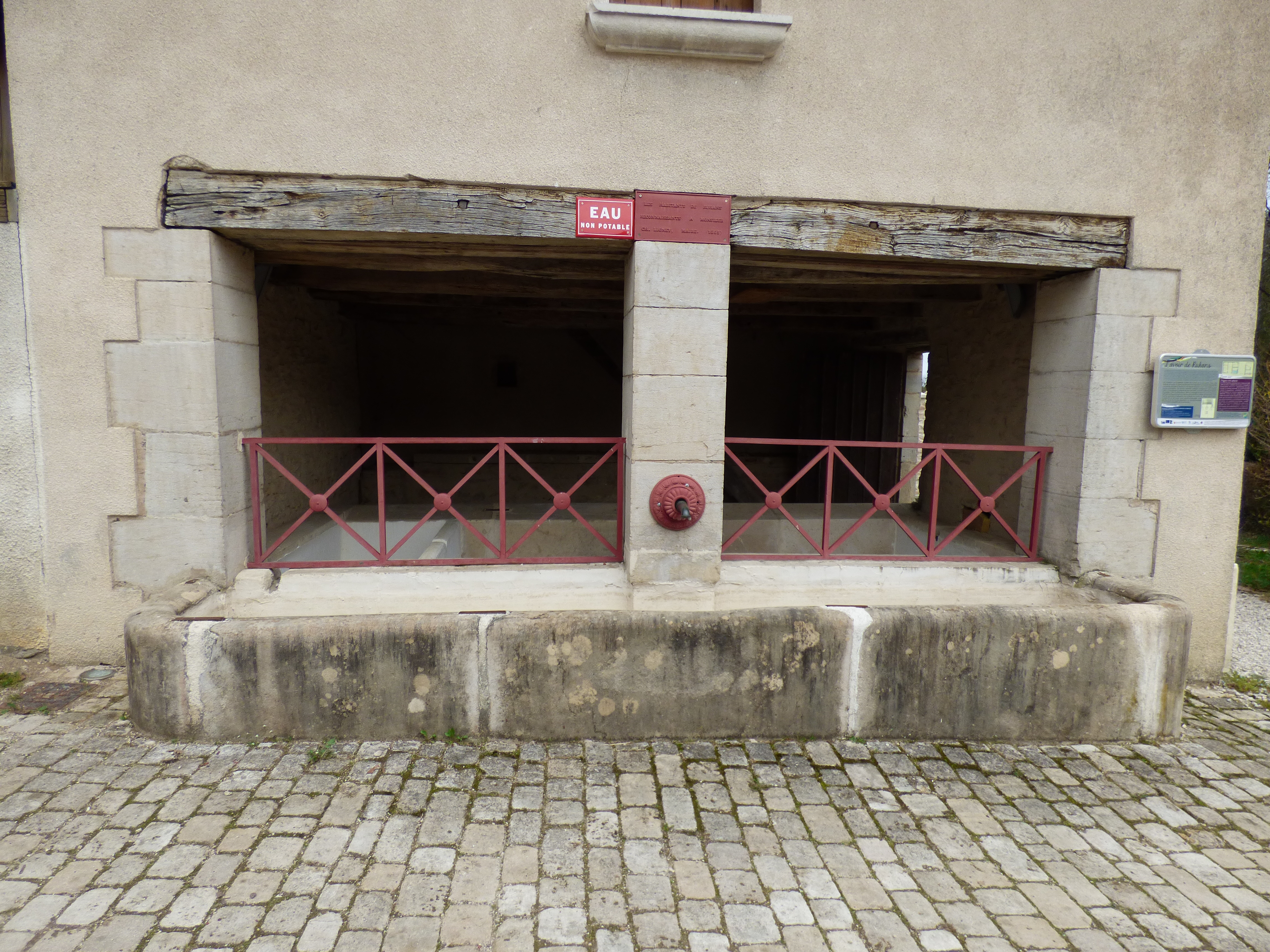
Fântâna din Ruhans
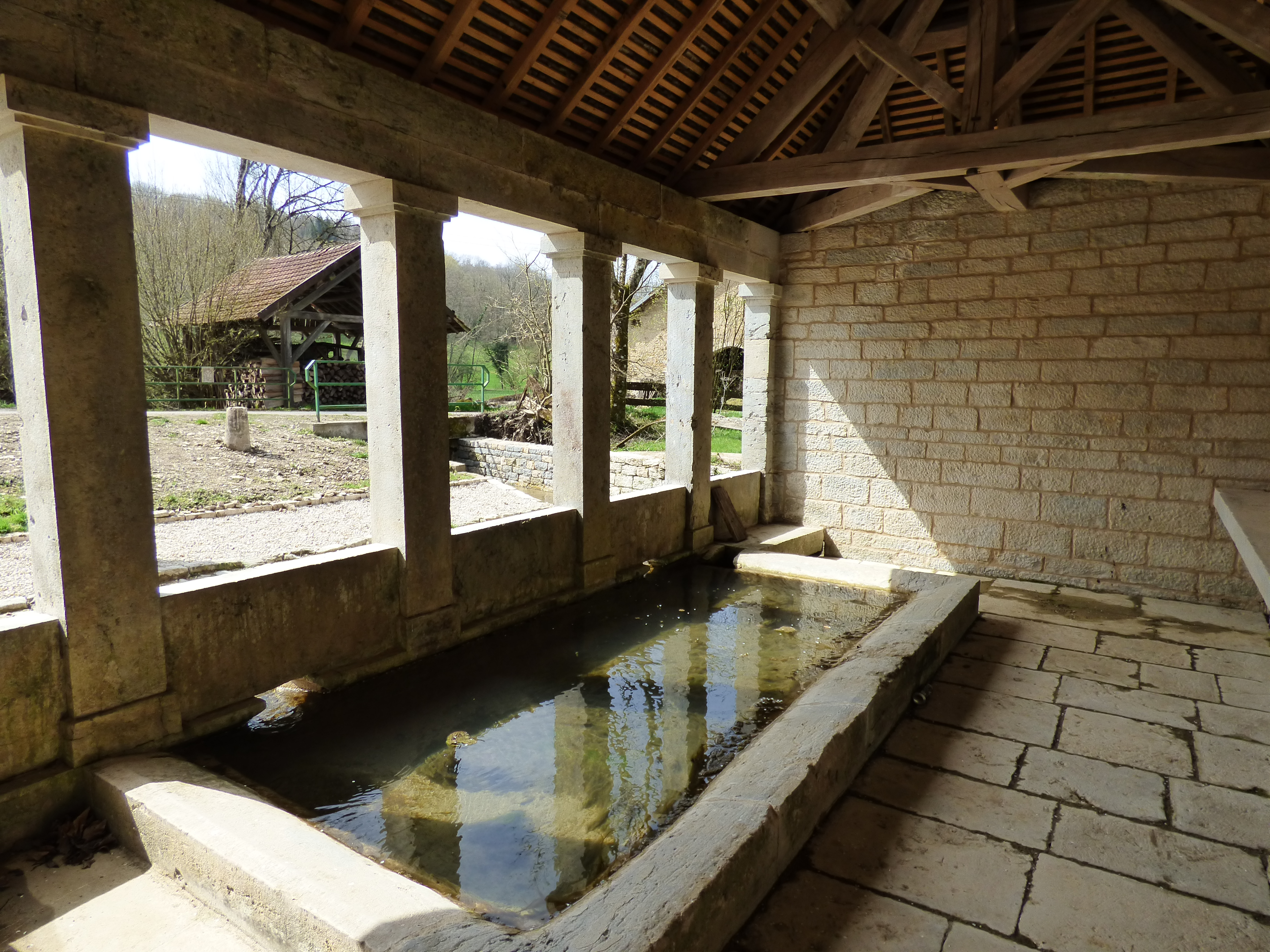
Fântâna din Millaudon (interior)